# Сейсмічність Тонга
Тонга — держава-архіпелаг у південно-західній частині Тихого океану, яка складається з понад 172 островів, з яких тільки 36 — населені. Архіпелагу характерна досить висока сейсмічна активність.

## Загальна характеристика
Острови Тонга розташовуються на лінії, що сполучає Нову Зеландію і Гаваї, південніше від Самоа і східніше від Фіджі. У порівнянні з іншими країнами, розташованими в межах Тихоокеанського вогняного кола, рівень сейсмічної активності в Тонга — досить високий. Землетруси силою до 6-7 балів за шкалою Ріхтера відбуваються досить часто.

## Землетруси XXI століття

### 2017
17 липня в королівстві Тонга відбувся підводний сильно помірний за (шкалою інтенсивності МSK-64) землетрус з магнітудою 6,1 балів (за шкалою Ріхтера). За посиланням на Геологічну службу США (USGS), епіцентр землетрусу знаходився за 180 км (112 миль) на південний захід від Нейт, на глибині 97 км.
4 листопада, об 11:00:19 (за київським часом), Головним центром спеціального контролю (ГЦСК) ДКАУ в районі островів Тонга зареєстровано сильно помірний (за шкалою інтенсивності МSK-64) землетрус магнітудою 6,8 балів (за шкалою Ріхтера).

### 2019
8 листопада, о 11:41:10 (за київським часом), Головним центром спеціального контролю ДКАУ в районі островів Тонга зареєстровано помірний (за шкалою інтенсивності МSK-64) землетрус магнітудою 5,7 балів (за шкалою Ріхтера).

### 2022
15 січня в результаті виверження вулкану Хунга-Тонга-Хунга-Хаапай сталися сильно відчутний (за шкалою інтенсивності МSK-64) землетрус магнітудою 4,0 балів (за шкалою Ріхтера) і цунамі заввишки 1,2 м, які обрушилися на столицю Тонги Нукуалофа. Тим часом мареографи в Нукуалофі показували, що висота хвиль досягала 1,5-2 м.
27 січня, о 08:40:06 (за київським часом), Головним центром спеціального контролю ДКАУ в районі островів Тонга зареєстровано сильно помірний (за шкалою інтенсивності МSK-64) землетрус магнітудою 6,0 балів (за шкалою Ріхтера). Гіпоцентр землетрусу знаходився в Тихому океані та залягав на глибині 8 км.

### 2023
3 липня поблизу островів Тонга у Тихому океані стався сильний (за шкалою інтенсивності МSK-64) землетрус магнітудою 6,9 балів (за шкалою Ріхтера). За повідомленням Геологічної служби США (USGS), епіцентр землетрусу знаходився за 134 км на північний захід від столиці королівства міста Нукуалофи.
11 грудня, о 06:33:33 (за Гринвічем), на островах Тонга стався сильно помірний (за шкалою інтенсивності МSK-64) землетрус магнітудою 6,3 балів (за шкалою Ріхтера). За повідомленням німецького дослідницького центру геонаук GFZ, епіцентр землетрусу знаходився за 134 км на південний захід від міста Нейафу, гіпоцентр землетрусу залягав на глибині 195 км.

### 2024
31 березня, о 03:01 за Гринвічем (05:01 за київським часом), на островах Тонга стався помірний (за шкалою інтенсивності МSK-64) землетрус магнітудою 5,5 балів (за шкалою Ріхтера). За даними Геологічної служби США (USGS), землетрус стався за 155 км на північний захід від села Хоума на острові Тонгатапу, гіпоцентр землетрусу залягав на глибині 10 км.
29 липня, о 16:07:12 (за київським часом), Головним центром спеціального контролю ДКАУ в районі островів Тонга зареєстровано помірний (за шкалою інтенсивності МSK-64) землетрус магнітудою 5,7 балів (за шкалою Ріхтера). Гіпоцентр землетрусу знаходився в Тихому океані та залягав на глибині 15 км.

### 2025
30 березня, о 15:18:47 (за київським часом), Головним центром спеціального контролю ДКАУ в районі островів Тонга зареєстровано сильний (за шкалою інтенсивності МSK-64) землетрус магнітудою 7,1 балів (за шкалою Ріхтера). За даними Геологічної служби США (USGS), епіцентр землетрусу зафіксовано за 100 км на північний схід від головного острова Тонги. Гіпоцентр землетрусу знаходився в Тихому океані та залягав на глибині 17 км.
25 травня, о 13:49:54 (за київським часом), Головним центром спеціального контролю ДКАУ в районі островів Тонга зареєстровано помірний (за шкалою інтенсивності МSK-64) землетрус магнітудою 5,8 балів (за шкалою Ріхтера). Гіпоцентр землетрусу знаходився в Тихому океані та залягав на глибині 16 км.